# 草酰溴
草酰溴是一种有机化合物，化学式为C2Br2O2，它比草酰氯更活泼。它可由草酰氯和过量的溴化氢在0 °C反应得到，而试图和碘化氢反应制备草酰碘时，即使在−80 °C反应，只会得到一氧化碳和碘。它光解或200 °C热解，生成一氧化碳和溴：
{\displaystyle {\ce {(COBr)2 -> 2CO + Br2}}}
它可以迅速和锌或汞反应，并放出一氧化碳。